# Елвіссі
Елвіссі (англ. Elvissey) — науково-фантастичний роман Джека Вомака, одна з його серії «Драйко», дія якої відбувається в антиутопічному 2033 році нашої ери. У цьому вигаданому всесвіті домінує Dryco, макіавеллістська транснаціональна корпорація, яка реалізує свої плани щодо глобального панування над своїм світом, серед стрімкої зміни клімату, нестабільних погодних умов і підвищення рівня моря, що загрожує зрештою затопити старий Нью-Йорк (хоча DryCo побудувала «Новий» Нью-Йорк на підвищенні). У рік видання він отримав премію Філіпа К. Діка.

## Короткий зміст сюжету
У цьому романі DryCo стикається з проблемами масового релігійного руху, зосередженого на передумові, що Елвіс Преслі був напівбожественною фігурою, яка творила чудеса для віруючих у своїй секті. Він вирішує вирішити цю проблему, відновивши молодшого Елвіса з альтернативної історії та перенісши його до сучасного Нью-Йорка, щоб дискредитувати посмертну репутацію та міфологію, яка тепер оточує Елвіса.
Пошукову команду складає подружня пара Із та Джон. Із насправді афроамериканка, хоча косметична хірургія призвела до незручного маскараду в обраній альтернативній історії під європеоїдну жінку. Вона виявляється такою, як у «Терраплані», попередньому романі квартету DryCo, де Авраам Лінкольн був передчасно вбитий на початку 1861 року, громадянська війна в США так і не відбулася, а рабство було скасоване лише Теодором Рузвельтом 1907 року. Тому цей світ є відсталим, коли йдеться про рух за громадянські права, і в ньому все ще широко поширена расова сегрегація.
У романі «Терраплан» (1989) було натякано, що вбивство Франкліна Делано Рузвельта Джузеппе Зангарою в 1933 році, смерть Вінстона Черчилля в автомобільній катастрофі в 1931 році та викрадення Йосипа Сталіна призвели до перемоги нацистів у Другій світовій війні. Однак цей очікуваний результат не відбувся. Натомість вакуумом влади в постсталінському Радянському Союзі користується Лев Троцький, який повертається з еміграції в Мексиці та бере владу замість нього. Отже, нацистсько-радянський пакт все ще існує, але операції «Барбаросса» не відбувається, бо СРСР переозброюється так само, як і нацистська Німеччина. Більше того, Троцький оголошує війну нацистській Німеччині, перш ніж вона зможе запустити Барбароссу на свій схід і розірвати нацистсько-радянський пакт у 1941 році. На тихоокеанському театрі Сполучені Штати перемогли Японію 1946 року, але вони зробили це, скинувши чотирнадцять атомних бомб на Хоум-Айлендс, що перетворило націю на опромінену пустку. Тим часом Гітлера вбивають у 1944 році, а новий канцлер Альберт Шпеєр підписує перемир'я з Великою Британією, Сполученими Штатами та Радянським Союзом, що призводить до нестабільного багатополярного світу через непереконливі результати Другої світової війни в цьому світі.
У 1954 році альтернативний Елвіс виявляється сексуальним хижаком, який уже вбив Гледіс Преслі, коли Джон та Із зустрічають його вперше. Потім він намагається зґвалтувати Із, до великого гніву Джона, і проявляє симптоми психозу та прихованої шизофренії. Його слабке психічне здоров'я не пояснюється його сильними релігійними переконаннями та несподівано ранньою точкою розбіжності в минулому цього світу, де валентиніанський гностицизм вижив і став домінуючою системою вірувань у цій альтернативній південній частині Сполучених Штатів замість євангельського християнства. Це мимохідь було зазначено в «Терраплані», зі згадкою про Альбігойську Біблію та Валентиніанський дім Бога як фонові деталі, попереджаючи обізнаних читачів про виживання гностицизму в цій часовій шкалі.
Дуалістична релігійна філософія цієї системи переконань погіршує психічну хворобу Елвіса; як валентиніанський гностик, його основні релігійні переконання не базуються на месіанських критеріях, як у ортодоксального християнства, і він жахається вимогою DryCo стати віртуальним месією, якого вони можуть використовувати для маніпулювання вірою Елвіса. Він розуміє це як спонукання стати знаряддям деміурга, злого і хибного творця матеріального світу в його гностичному світогляді. Через цей психологічний тиск його психоз загострюється після того, як його переводять на рідний світ Драйко. Однак його маскарад стикається зі скептицизмом на релігійному зібранні в Лондоні «ElCon» (Конвенція Елвіса), і відбувається бунт. Із, Джон та Елвіс використовують нелегальну технологію подорожей у часі DryCo, щоб повернутися до Лондона в сорокові роки альтернативного світу, а Елвіс губиться серед уламків собору Святого Павла.
Однак Елвіс відносно психологічно здоровий і морально притомний у порівнянні з інтенсивною антилюдською патологією світу DryCo; врешті-решт він ризикує всім, щоб врятуватися від неї.
План DryCo провалився. Хоча Джона та Із звільняють з центрального офісу DryCo, Європейський офіс DryCo пропонує Із посаду в їхній місцевій ієрархії. Джон накладає на себе руки у ванні, а Із (злякавшись за своє життя та життя свого плоду) переконує його, що вона приєднається до нього за мить, але вона цього не робить. Помираючи, Джон усвідомлює, що вона обдурила його і має намір залишитися і продовжувати жити під час його останньої свідомої миті. Він невербально повідомляє, що розуміє її, хоча неясно, чи вірить він, врешті-решт, у те, що дитина є його власною. Із вижив, але великою особистою ціною.

## Історія видання
- 1993, США, Tor Books, ISBN 0-312-85202-9, дата публікації січень 1993 р., м'яка обкладинка
- 1993, Велика Британія, HarperCollins, ISBN 0-246-13839-4, дата публікації лютий 1993 р., тверда палітурка
- 1993, Велика Британія, Harpercollins, ISBN 0-586-21301-5, дата публікації жовтень 1993 р., м'яка обкладинка
- 1997, США, Grove Press, ISBN 0-8021-3495-5, дата публікації січень 1997 р., м'яка обкладинка